# Rieppeleon brevicaudatus
Rieppeleon brevicaudatus (Matschie, 1892) è un piccolo sauro della famiglia Chamaeleonidae, diffuso in Tanzania e Kenya.